# Яневич, Ингус
Ингус Яневич (латыш. Ingus Janevics; род. 29 апреля 1986, Вентспилс) — латвийский легкоатлет, специалист по спортивной ходьбе. Выступал за сборную Латвии по лёгкой атлетике в 2000-х годах, победитель и призёр первенств национального значения, участник летних Олимпийских игр в Пекине.

## Биография
Ингус Яневич родился 29 апреля 1986 года в городе Вентспилс Латвийской ССР.
Занимался спортивной ходьбой в Риге, проходил подготовку под руководством тренеров Эдгарса Брувериса и Айварса Румбениекса. Окончил Латвийскую спортивно-педагогическую академию.
Впервые заявил о себе в лёгкой атлетике на международном уровне в сезоне 2004 года, когда вошёл в состав латвийской национальной сборной и выступил на Кубке мира по спортивной ходьбе в Наумбурге, где на дистанции 10 км занял среди юниоров 15-е место. В том же сезоне стартовал на юниорском мировом первенстве в Гроссето — в ходьбе на 10 000 метров так же стал 15-м.
В 2005 году был седьмым в ходьбе на 10 000 метров на юниорском европейском первенстве в Каунасе.
Начиная с 2006 года выступал среди взрослых спортсменов, в частности в ходьбе на 50 км показал 18-й результат на Кубке мира в Ла-Корунье и 13-й результат на чемпионате Европы в Гётеборге.
В 2007 году в той же дисциплине занял 17-е место на Кубке Европы в Ройал-Лемингтон-Спа, тогда как на чемпионате мира в Осаке сошёл с дистанции.
На Кубке мира 2008 года в Чебоксарах с личным рекордом 3:49:50 финишировал в 50-километровой гонке девятым. Благодаря череде удачных выступлений удостоился права защищать честь страны на летних Олимпийских играх в Пекине — в программе ходьбы на 50 км показал результат 4:12:45, расположившись в итоговом протоколе соревнований на 42-й строке.
После пекинской Олимпиады Яневич ещё в течение некоторого времени оставался действующим спортсменом и продолжал принимать участие в крупнейших международных стартах. Так, в 2009 году он отметился выступлением в дисциплине 50 км на Кубке Европы в Меце и на чемпионате мира в Берлине, но в обоих случаях не финишировал.